# Hassan Hanini
Hassan Hanini (arabe : حسن هنيني), né le 21 octobre 1958 à Bouznika, est un joueur de football international marocain, qui évoluait au poste d'attaquant. Il possède également la nationalité française.

## Biographie

### Carrière en club
Hassan Hanini joue dans l'élite du football français avec les équipes des Girondins de Bordeaux et du Racing Club de Lens. Il dispute 23 matchs en Division 1, marquant trois buts.
Il participe à la Coupe d'Europe des clubs champions avec les Girondins, et à la Coupe de l'UEFA avec les Sang et Or.

### Carrière en sélection
Hassan Hanini a disputé avec l’équipe nationale les éliminatoires qualificatives pour la Coupe du monde 1986, sans pouvoir malencontreusement participer aux phases finales en raison d'une blessure aux adducteurs contractée avec son club français de Bordeaux moins d'une semaine avant le voyage de ses coéquipiers au Mexique. 
Il a également participé avec la sélection nationale aux Jeux Olympiques de 1984 à Los Angeles. 

## Matchs avec la sélection "A"
1. 23/06/1984 Casablanca : Maroc vs Sénégal 2 - 1 Amical
2. 30/06/1984 Freetown : Sierra Leone vs Maroc 0 - 1 Elim. CM 1986
3. 15/07/1984 Maroc - Sierra Leone à Rabat 4 - 0 Elim. CM 1986

## Matchs olympiques
1. 30/07/1984 Palo Alto : Allemagne Ouest vs Maroc 2 - 0 J.O 1984
2. 01/08/1984 Pasadena : A.Saoudite vs Maroc 0 - 1 J.O 1984

## Palmarès
Girondins de Bordeaux
| - Championnat de France (2) : - Champion : 1983-84 et 1984-85. - Trophée des champions (1) : - Finaliste : 1985. |